# Козлово (Глинковский район)
Козло́во   — деревня  в  Смоленской области России,  в Глинковском районе. Население – 6 жителей (2007 год)   Расположена в центральной части области  в 13 км к западу от села Глинка,  в 14 км северо-западнее  автодороги Р96 Новоалександровский(А101)- Спас-Деменск — Ельня — Починок. В 10 км севернее деревни железнодорожная станция Добромино на линии Смоленск  - Сухиничи. Входит в состав Белохолмского сельского поселения.   

## История
В годы Великой Отечественной войны деревня была оккупирована гитлеровскими войсками в июле 1941 года, освобождена в ходе Ельнинско-Дорогобужской операции в 1943 году. 

## Экономика
Фермерское хозяйство «Дева» .